# Wilhelm Engler (Jurist)
Wilhelm Adolf Walter Engler (* 21. Juli 1880 in Karlsruhe; † 7. Oktober 1958 ebenda) war ein deutscher Verwaltungsjurist.

## Leben
Als Sohn von Carl Engler diente Wilhelm Engler nach seinem Abitur als Einjährig-Freiwilliger im 3. Badischen Dragoner-Regiment „Prinz Karl“ Nr. 22. Er begann 1901 das Studium der Rechtswissenschaft an der Albert-Ludwigs-Universität Freiburg und wurde mit Werner Meißner im Corps Rhenania Freiburg aktiv. Als Inaktiver wechselte er an die Christian-Albrechts-Universität zu Kiel, später an die  Friedrich-Wilhelms-Universität Berlin und schließlich an die Ruprecht-Karls-Universität Heidelberg. 1905 bestand er in Heidelberg das Referendarexamen.

### Baden
Nach der Assessorprüfung trat er 1909 in die innere Verwaltung des Großherzogtums Baden. Nachdem er am Ersten Weltkrieg teilgenommen hatte, wurde er 1924 Landrat im Bezirksamt Offenburg. Von 1926 bis 1930 war er im Reichsbanner Schwarz-Rot-Gold. 1930 wechselte er nach Karlsruhe in die Dienste der Badischen Gebäudebrandversicherungsanstalt. Seit 1931 Oberregierungsrat, wurde er im Dezember 1934 ihr kommissarischer Leiter. Der Historiker Michael Ruck schreibt über Englers Rolle in der Weimarer Republik:

„Auch unter den sozialdemokratischen Beamten entpuppten sich einzelne bereits lange vor dem NS-Coup als Konjunkturritter. Der Offenburger Landrat Wilhelm Engler (1880–1958) etwa gerierte sich in den zwanziger Jahren als SPD-Sympathisant und arbeitete seit 1926 auch im Reichsbanner mit; wegen seines offen zur Schau getragenen Antisemitismus – den er Jahre später im „Generalgouvernement“ voll ausleben konnte – geriet er jedoch Ende der zwanziger Jahre mit Minister Remmele aneinander, kehrte dessen Partei daraufhin den Rücken und wurde alsdann auf einen „unpolitischen“ Posten bei der Gebäudebrandversicherungsanstalt abgeschoben.“

Nach der Reichstagswahl März 1933 trat er zum 1. Mai 1933 der NSDAP bei, die Aufnahme trat aber nicht in Kraft, so dass er sich der Partei erst zum 1. Mai 1937 anschloss (Mitgliedsnummern 4.032.274).

### Tätigkeit im Generalgouvernement
Kurz nach Beginn des Überfalls auf Polen wurde er noch im September 1939 zum Chef der Zivilverwaltung im Regierungsbezirk Kattowitz abgeordnet. Zum 13. Dezember 1939 trat er sein Amt als Kreishauptmann im wiederbegründeten Landkreis Kattowitz an. Schon im nächsten Monat wurde er zum Chef der inneren Verwaltung vom Regierungsbezirk Kattowitz im Generalgouvernement berufen. Im Sommer 1941 wechselte er als Amtschef in den Distrikt Lublin, wo er als der höchste Beamte nach dem Gouverneur Ernst Zörner fungierte. In dieser Funktion war Engler häufig an Besprechungen mit dem Generalgouverneur Hans Frank beteiligt, die sich ab 1941 ganz unverblümt mit der „Endlösung der Judenfrage“ befassten. Das 1975 editierte Diensttagebuch des Generalgouverneurs Frank hat über die Teilnehmer, ihre Beschlüsse und ihre Ansichten penibel Buch geführt. Zu einer Sitzung der Regierung des Generalgouvernements am 17. Oktober 1941 in Lublin ist protokolliert: „Oberregierungsrat Engler wünscht eine Verschärfung der Bestimmungen über die Aufenthaltsbeschränkungen der Juden. Im Distrikt Lublin seien schon verschiedene Beschränkungen eingeführt worden. Es wäre aber zu begrüßen, wenn auf Verlassen des Ghettos die Todesstrafe stände.“
Am 25. Oktober 1941 wurde Englers Vorschlag rückwirkend zum 15. Oktober für das gesamte Generalgouvernement so beschlossen. In derselben Verordnung wurde den Polen bei Androhung der Todesstrafe verboten, Juden Unterschlupf zu gewähren, ihnen Lebensmittel zu verschaffen oder zu verkaufen. Bogdan Musial schreibt dazu 1999:

„Dies bedeutete, dass alle Juden, die unerlaubt außerhalb des Ghettos angetroffen wurden, für vogelfrei erklärt worden waren. Mit dieser Maßnahme überschritt die deutsche Zivilverwaltung die psychische Schwelle zur direkten Vernichtung der Juden; denn jedem Deutschen musste es klar sein, dass die Juden die „Wahl“ hatten, entweder zu verhungern oder erschossen zu werden.“

SS- und Polizeiführer in Lublin war von 1939 bis 1943 Odilo Globocnik, dem die Vernichtungslager Belzec, Sobibor und Treblinka unterstanden. Von Reichsführer SS Heinrich Himmler mit der Durchführung der „Endlösung“ in Polen beauftragt, unterstützte und förderte er mit Zörner und Engler den planmäßigen Mord an den Lubliner Juden. So genehmigte die Verwaltung des Distrikts Lublin die Verschickung von 1600 Juden ins Vernichtungslager Belzec „zur Verschönerung des Stadtbildes“. Im März und April 1942 wurden über 30.000 Bewohner des Ghettos Lublin im KZ Majdanek (bei Lublin), Belzec und Treblinka ermordet.
In einer Sitzung mit Frank am 31. Mai 1942 berichtete Engler u. a. zu Fragen der Sicherheit und der Liquidierung der Juden im Lubliner Ghetto: „Vor kurzem habe man aus der Stadt Lublin etwa 40.000 Juden herausgenommen. Man habe diejenigen Juden, die in Fabriken arbeiteten, oder als Heimarbeiter im deutschen Interesse tätig seien, in ein neues Ghetto eingesiedelt. Es handele sich um 3.000 bis 4.000 Juden. Außerhalb der Stadt Lublin gebe es noch verschiedene stark jüdisch bevölkerte kleine Städte und ein Lager, das dauernd mit Juden belegt sei. Man hoffe, im Laufe der Zeit eine möglichste Säuberung des Distrikts von Juden zu erreichen. Es habe sich herausgestellt, dass gerade im Distrikt Lublin der Jude die Drohne war und dass die Bevölkerung froh ist, diese Elemente, von denen sie bedrückt worden sei, losgeworden zu sein.“
Im Frühjahr 1943 wurde Zörner seines Amtes enthoben, weil er sich der weiteren Germanisierung seines Distrikts widersetzte, um nicht die dort lebenden Polen in die langsam erstarkende Widerstandsbewegung zu treiben. Wenige Monate später wurde auch sein Amtschef Engler auf massiven Druck der SS unter dem Vorwand seiner früheren Mitgliedschaft im Reichsbanner von seinem Posten in Lublin abgelöst. Hans Frank empfing „den in das Reich abberufenen bisherigen Amtschef von Lublin ORR Dr. Engler“ zum Abschied auf dem Wawel. Diese „Ehre“ lässt nicht vermuten, dass Engler in Opposition zur offiziellen Politik stand. Der neue Gouverneur in Lublin Richard Wendler, ein Schwager Himmlers, wünschte sich einen Vertrauten auf dem wichtigen Posten des Amtschefs.

### Heimkehr
Engler kehrte in die Dienste der Badischen Gebäudebrandversicherungsanstalt nach Karlsruhe zurück. Auf Anordnung der US-Militärregierung wurde er am 30. Juni 1945 vorläufig dienstenthoben.
Er stand zwar auf der offiziellen Fahndungsliste der in Karlsruhe einrückenden US Army; sie suchte aber einen „Oberregierungsrat Engler aus Lublin“. Sein Vorname und der Geburtsjahrgang waren nicht bekannt; vermutlich wurde die Identität nie festgestellt. Durch diese Unklarheiten entging Engler Automatischem Arrest und Verhaftung. Er führte weiterhin ein bürgerliches Leben ohne juristische Verfolgung. Zum 31. Dezember 1946 wurde er auf Anordnung der französischen Militärregierung endgültig in den Ruhestand versetzt.

### Kunst in Baden
Als Pensionär widmete Engler sich der Kunst. 1946 wurde er zum 2. Vorsitzenden des Badischen Kunstvereins gewählt, dessen Geschäfte er fortan führte. 1954 erreichte er „im Wege der Wiedergutmachung“ seine nachträgliche Beförderung zum Regierungsdirektor. Offensichtlich gelang ihm der Nachweis, dass er durch das frühere Regime an einer weiteren Beförderung gehindert wurde. Am 10. August 1954 erhielt er das Verdienstkreuz am Bande.
Durch einen schweren Unfall im Jahre 1956 über zwei Jahre bettlägerig, starb er mit 78 Jahren. Der stellvertretende Ministerpräsident von Baden-Württemberg Hermann Veit und der Karlsruher Stadtdirektor Eugen Keidel würdigten in ihren Grabreden Englers jahrzehntelangen Einsatz für Karlsruhe und Kultur. Wie Werner Meißner in seinem Rhenanen-Nachruf erwähnten sie „den Osten“ mit keiner Silbe.